# لاديسلاس لوزانو
لاديسلاس لوزانو (بالفرنسية: Ladislas Lozano)‏ هو مدرب كرة قدم ولاعب كرة قدم فرنسي في مركز الوسط، ولد في 24 يونيو 1952 في فالهيرموسو دي لا فوينتي في إسبانيا. لعب مع راسينغ سانتاندير ونادي أميان.